# Bamwardaria josephi
Bamwardaria josephi är en tvåvingeart som beskrevs av Hradsky 1983. Bamwardaria josephi ingår i släktet Bamwardaria och familjen rovflugor.
Artens utbredningsområde är Afghanistan. Inga underarter finns listade i Catalogue of Life.